# Galerie Der Spiegel
Die Galerie Der Spiegel war eine im Dezember 1945 von Hein Stünke und seiner Ehefrau Eva Stünke in Köln-Deutz gegründete Galerie für moderne Kunst. Bis zu seinem Tod im Jahr 1994 betrieb Hein Stünke die Galerie weiter. Sie wird heute noch unter demselben Namen geschäftsführend von Werner Hillmann weitergeführt.

## Wirken

### Gründung
Die Galerie Der Spiegel wurde am 12. Dezember 1945 von Hein Stünke und seiner Frau Eva Stünke (* 1913 in Köln; † 1988 in Köln), promovierte Kunsthistorikerin, am Gotenring 10 in Köln-Deutz als eine Galerie für moderne Kunst gegründet. In der Anfangszeit der Galerie lag der Schwerpunkt zunächst in der Kunstvermittlung der in Deutschland während des Zweiten Weltkriegs als „entartet“ unterdrückten klassischen Moderne – überlebende Künstler aus Köln, Düsseldorf und der näheren Umgebung – sowie der Förderung der jüngeren Künstlergeneration, indem sie den Künstlern ihre Räumlichkeiten für Ausstellungen anbot. Zudem fanden Gesprächskreise, Lesungen, schauspielerische, musikalische und tänzerische Darbietungen statt.

### Umzug, Verlag und erste Editionen
1949 zogen Hein und Eva Stünke mit ihrer Galerie in das linksrheinische Köln um. Das Haus in der Richartzstraße 10 lag in der neu erbauten Innenstadt. Als Ort der intellektuellen Kommunikation zog die Galerie Literaten wie Jürgen Becker, Heinrich Böll, Albrecht Fabri, Kunsthistoriker und Kritiker wie Will Grohmann, Werner Haftmann, Carl Linfert, Albert Schulze-Vellinghausen, John Anthony Thwaites, Eduard Trier, Künstler wie Joseph Fassbender, Georg Meistermann, Ernst Wilhelm Nay, Hann Trier, Heinz Trökes sowie die Sammler Josef Haubrich und Wolfgang Hahn an.
Gleichzeitig begann die Galerie sich mit seinen Produkten als Verlag, nach dem Vorbild der französischen Galeristen und Editeure, wie beispielsweise Ambroise Vollard, neu zu präsentieren und wurde mit grafischen Editionen hochrangiger Künstler zu einem wichtigen Marktführer auf diesem Gebiet. Als erste Edition im Verlag Galerie Der Spiegel war die Mappe Die rheinische Mappe von Friedrich Vordemberge-Gildewart. Eine weitere Edition der Galerie erschien 1951, es war eine Mappe mit neun signierten Handdrucken von Fritz Winter in einer Auflage von 35 Exemplaren, die mit einem Vorwort von Ludwig Grote eingeleitet wurde.
Anfang der 1950er Jahre wurde das Galerieprogramm um die nach Frankreich emigrierten Künstler Max Ernst, Hans Hartung und Wols sowie der École de Paris erweitert. Viele ausländische Künstler erhielten in der Galerie ihre erste Ausstellung in Deutschland, so Henri Laurens mit Plastiken, Fernand Léger, Marino Marini, Henri Matisse mit seinem Malerbuch Jazz, Joan Miró, Richard Mortensen, Pablo Picasso mit Graphik, Serge Poliakoff und Victor Vasarely.

### Beziehung zu Max Ernst
Das Ehepaar Stünke partizipierte an der ersten Retrospektive des Künstlers Max Ernst im Schloss Brühl im Jahr 1951, eine Mitwirkung, aus der sich ab 1953 eine lebenslange Geschäfts- und Freundschaftbeziehung zwischen der Galerie Der Spiegel und Max Ernst sowie seiner vierten Ehefrau Dorothea Tanning entwickelte. So bat Max Ernst seinen Kölner Galeristen um Hilfe bei der Auffindung der während des Zweiten Weltkriegs verloren gegangenen Scheidungspapiere seiner zweiten Ehe mit Marie-Berthe Aurenche, die den Künstler durch ihre Pariser Anwälte aufgefordert hatte, den ehelichen Verkehr und Unterhalt wieder aufzunehmen. Hein Stünke beauftragte den Kunstsammler und Juristen Josef Haubrich, die besagten Unterlagen aufzufinden, was diesem auch gelang. 1965 brachte die Galerie Max Ernsts Histoire Naturelle von 1926 als Offset-Reproduktion, unter anderem vermehrt um Ernsts einziges Schauspiel Leitfaden, in 700 handschriftlich nummerierten Exemplaren neu heraus.

### Werkstätten
Ende der 1950er Jahre wurde der Galeriebetrieb durch Werkstätten für Buchbinderei, Rahmen- und Kleinmöbelbau erweitert. 1954 erschien unter dem Titel Geh durch den Spiegel eine bibliophile Publikationsreihe mit von Künstlern signierter Originalgrafik in Auflagen zwischen 100 und 300 Stück zu den maßgeblichen Ausstellungen der Galerie. Bekannt wurden die Werkstätten der Galerie Der Spiegel, als Hein Stünke ab 1963 für die im Jahr 1959 von Daniel Spoerri und Karl Gerstner gegründete Edition MAT (Multiplication d’Art Transformable) arbeitete, einer Edition, die Multiples herausgab, wie beispielsweise den Lampenschirm von Man Ray aus dem Jahr 1964. 1965 wurde sie von Stünke, einschließlich des Markennamens, übernommen und bis 1970 weitergeführt.

### Documenta und der Kunsthandel
1959 wurde Hein Stünke als Berater für die documenta II verpflichtet, ein Amt, das er bis zur documenta 5 im Jahre 1972 innehatte, wobei er seinen ehemaligen Volontär Rudolf Zwirner als Leiter des Ausstellungssekretariats vorschlug. Stünke erhielt statt eines Honorars die Erlaubnis, einen Grafikstand auf der documenta II zu betreiben. Durch seinen Verkaufserfolg machte er die Erfahrung, dass das Publikum „nicht nur sehen, sondern das Gesehene auch besitzen wollte“, und entwickelte gemeinsam mit Zwirner die Idee einer neuen Form des Verkaufs für moderne und zeitgenössische Kunst. Hieraus entstand ab 1966 die Idee für eine „Kölner Messe Moderner Kunst“. Nachdem sich Stünke mit Zwirner und 16 weiteren Galerien im Herbst 1966 zum Verein progressiver deutscher Kunsthändler e. V. zusammengeschlossen hatte, deren 1. Präsident Stünke war, fand im Kölner Gürzenich vom 13. bis 17. September 1967 der erste Kölner Kunstmarkt statt, die weltweit erste Messe für moderne und zeitgenössische Kunst. Das Plakat dazu entwarf der Pop-Art-Künstler Robert Indiana. Im Dezember 1973 wurde die Europäische Kunsthändlervereinigung e. V. gegründet. Sie setzte sich aus je fünf Galeristen aus fünf europäischen Ländern zusammen, wobei Hein Stünke, zusammen mit Rudolf Zwirner, Dieter Brusberg, Winfried Reckermann und Paul Maenz die Bundesrepublik vertrat. 1984 wurde der Kölner Kunstmarkt in ART COLOGNE umbenannt.

## Ehrungen
Für sein Lebenswerk wurde Hein Stünke 1991 mit dem ART COLOGNE-Preis geehrt und nahm diese Auszeichnung zum Anlass, sein Archiv dem Bundesverband Deutscher Galerien und Editionen (BVDG), den er 1975 mitbegründet hatte, zu vermachen. 1992 wurde durch den BVDG das Zentralarchiv des internationalen Kunsthandels (ZADIK) gegründet, wo bis heute das Archiv der Galerie Der Spiegel verwahrt wird.